# Maiasaura
Maiasaura peeblesorum ("God moder ödla") var en dinosaurie i underordningen ornithopoder. Den tillhörde släktet hadrosaurider ("Anknäbbsdinosaurier" också kallade). Den levde i Nordamerika för 80 till 75 miljoner år sedan.

## Namn
När de första fynden hittades var det tillsammans med reden med ägg i. Man kom underfund med att dessa dinosaurier lade sina ägg tillsammans med artfränder i stora kolonier, och att de kom med mat till ungarna på samma sätt som fåglar gör. Fynden pekar på att honorna gjorde jordhögar som de grävde ur, varefter att de lade äggen i redet. Kanske fyllde de sedan upp med löv och mossor, och med mer jord, för att skapa en värmande massa. Som nämnt ovan fick ungarna kanske mat av föräldrarna när de kläckts. Beteendet resulterade i dinosauriens namn.

## Beskrivning
Maiasaura nådde uppskattningsvis en längd på 9 meter samt en vikt på 2500 kilogram, och liksom andra hadrosaurider gick den förmodligen på alla fyra, men kunde också ställa sig på två ben. Anknäbb hade den också naturligtvis.
Antagligen var släktets medlemmar växtätare.

## I populärkulturen
Maiasaura har tack vare sina föräldraomsorger bland annat blivit exempel på dinosauriernas familjeliv i flera olika böcker.
I Discovery Channels Tv-serie Dinosaur Planet är Maiasaura ett fridfullt djur som vandrar över urtida Nordamerikas slätter, och är byte för den köttätande Daspletosaurus.